# Ukrinform
La Agencia Nacional de Información de Ucrania o Ukrinform (en ucraniano: Українське національне інформаційне агентство, Ukraínske natsionalne informatsine aguéntstvo, o Укрінформ) es la agencia de información del Estado ucraniano. Fue fundada en 1918, y tiene su sede en Kiev. Es miembro de la Alianza Europea de Agencias de Noticias.
El contendido de su página web está disponible en ucraniano, ruso, inglés, alemán, español, francés, chino, japonés y polaco. Además, la agencia brinda un servicio de televisión, UA|TV, con programas en ucraniano y ruso con subtítulos en inglés.